# Deutsches Fleischermuseum

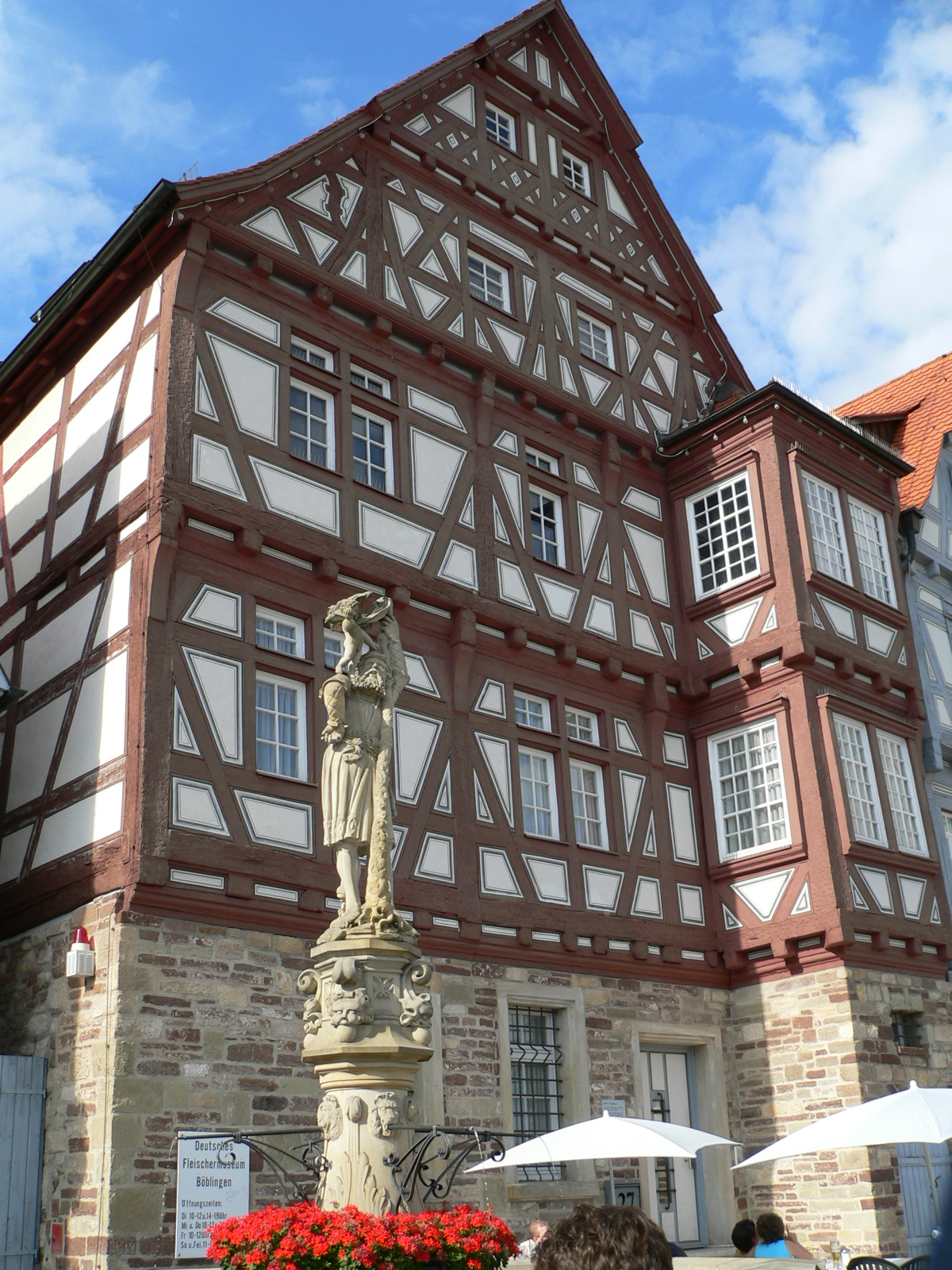
Deutsches Fleischermuseum (2005)

Das Deutsche Fleischermuseum steht auf dem Schlossberg in der Altstadt von Böblingen. Das Museum beschäftigt sich in seinem Programm und seinen Sammlungen mit allen kultur- und kunsthistorischen Aspekten der Wurstherstellung, dem Fleischverzehr, dem Metzger und dazugehörigem Kunsthandwerk.
Ein weiteres Fleischermuseum in Deutschland befindet sich seit 2006 im Schlaghaus Büdingen in Hessen.

## Ausstellung
Auf fünf Etagen Ausstellungsfläche können die Besucher eine große Dauerausstellung und ständig wechselnde Sonderausstellungen wahrnehmen. Hier wird zeitgenössische Kunst aller Sparten und Medien (Malerei, Graphik, Skulpturen, Video,…) ebenso gezeigt wie Dokumentarisches und Historisches.
Das Museum zeigt eine umfassende Sammlung, die die Geschichte und Entwicklung des Fleischerhandwerks dokumentiert. Zu den Exponaten gehören:
- Werkzeuge und Geräte aus verschiedenen Epochen, die die technische Entwicklung des Fleischerhandwerks veranschaulichen.
- Zunftgegenstände, wie Prunkgefäße, Zunftpokale und -fahnen, die das hohe Ansehen der Fleischer in früheren Jahrhunderten belegen.
- Lehr- und Meisterbriefe, die aus verschiedenen Teilen Deutschlands stammen und die Bedeutung der Fleischerzünfte im mittelalterlichen und frühen modernen Wirtschaftsleben dokumentieren

## Gebäude
Das Museum ist seit 1984 im Vogtshaus und Vogtscheune, einem alten Fachwerkgebäude im Zentrum von Böblingen, untergebracht. Der Bau geht auf das 16. Jahrhundert zurück und wurde im Laufe der Jahre mehrfach umgebaut und restauriert. Das Gebäude selbst ist ein Kulturdenkmal.